# Jonas Kalvanas mł.
Jonas Kalvanas mł. (ur. 2 sierpnia 1948 w Tauragach, zm. 25 kwietnia 2003 tamże) – litewski duchowny ewangelicki, biskup Litewskiego Kościoła Ewangelicko-Luterańskiego i przewodniczący jego konsystorza. 

## Życiorys
Był synem duchownego Jonasa Viktorasa Kalvanasa i Marty Rackauskaite-Kalvaniene. W 1966 ukończył szkołę średnią w Taurogach, osiem lat później medycynę. Praktykował jako neurolog i psychiatra w Omsku, później w Szyłelach. 
W 1984 podjął studia teologiczne w Seminarium Ewangelicko-Augsburskim w Rydze. W tym samym roku został ordynowany na diakona, rozpoczynając posługę w parafii tauroskiej. 
29 lipca 1990 ordynowano go na księdza i zarazem biskupa pomocniczego Litewskiego Kościoła Ewangelicko-Luterańskiego. Po śmierci ojca został wybrany 29 lipca 1995 na urząd biskupa Kościoła przez jego Synod.